# Rúnar Kristinsson
Rúnar Kristinsson (* 5. September 1969 in Reykjavík) ist ein ehemaliger isländischer Fußballspieler und heutiger -trainer. Der Mittelfeldspieler war mit 104 Länderspielen bis zum 14. November 2021 isländischer Rekordnationalspieler.

## Vereinskarriere
Er hatte seine Karriere beim Amateurclub Leiknir Reykjavík begonnen, bevor er im Alter von 14 Jahren zu Islands größtem Fußballverein KR Reykjavík wechselte. Hier hatte er schnell erste Erfolge und wechselte im Jahr 1995 nach Schweden zu Örgryte IS, später zum norwegischen Club Lillestrøm SK und schließlich nach Belgien zu SC Lokeren. 2007 kehrte er zu seinem alten Verein KR Reykjavík zurück. Rúnar erzielte in 445 Profispielen 95 Tore. Ende 2007 beendete er seine Laufbahn.

## Nationalmannschaftskarriere
Von 1984 bis 1991 spielte er in verschiedenen Jugendmannschaften Islands. 1987 wurde zum ersten Mal in Islands Nationalmannschaft berufen, wo er bis 2004 104 Spiele absolvierte und drei Tore schoss. Elf Mal lief er dabei als Kapitän auf.

## Trainerkarriere
Nach dem Ende seiner aktiven Laufbahn arbeitete er als Fußballtrainer. Im Juli 2010 wurde er Cheftrainer seines früheren Vereins KR Reykjavík. In den Jahren 2011 und 2013 gewann er mit seinem Klub die isländische Meisterschaft. Anfang 2015 wechselte er zu Lillestrøm SK nach Norwegen. Dort arbeitete er bis zu seiner Entlassung im September 2016. Einen Monat später wurde er Nachfolger von Georges Leekens beim SC Lokeren. Im August 2017 wurde er von Peter Maes abgelöst. Seit Anfang 2018 betreut er wieder KR Reykjavík.

## Privates
Sein Sohn Rúnar Alex Rúnarsson ist ebenso Fußballspieler auf der Position des Torwarts. Er steht beim FC Arsenal unter Vertrag und läuft für die isländische Nationalmannschaft auf.